# Полпітігама (підрозділ окружного секретаріату)
Підрозділ окружного секретаріату Полпітігама — підрозділ окружного секретаріату округу Курунегала, Північно-Західна провінція, Шрі-Ланка. Складається з 82 Грама Ніладхарі.